# Gibraltar
Gibraltar (fra Djebel al-Tarik, arabisk for 'Tariks klippe') er et britisk oversøisk territorium på sydkysten af den Iberiske Halvø. Traditionelt har områdets økonomi været baseret på tilskud fra Storbritanniens Forsvarsministerium, men i dag er den i højere grad baseret på bl.a. shipping og turisme.

## Historie

### Neandertalerne
I hulen Gorhams Cave i Gibraltar er der fundet beviser på neandertalernes tilstedeværelse 28.000-24.000 år før vor tidsregning. Ingen andre steder er der gjort fund af neandertaler-beboelser fra senere perioder, og stedet er derfor det sidste kendte tilholdssted for neandertalerne.

### Fra fønikerne til englænderne
Omkring år 950 f.Kr. etablerede fønikerne et samfund på halvøen. Karthago, Romerriget og vandalerne indlemmede i de efterfølgende århundreder området, og i perioden 414-711 var Gibraltar en del af det Vestgotiske kongedømme Hispania. Herefter var området en del af maurernes rige. Spaniens erobring i 1462 blev slutningen på maurernes 700 års styre.
Spanien overdrog i 1713 Gibraltar til Storbritannien som aftalt ved Freden i Utrecht. Formelt blev Gibraltar en britisk kronkoloni i 1830.
Ved folkeafstemninger i 1967 og 2002 fik indbyggerne mulighed for at stemme om Gibraltars tilhørsforhold. Trods massivt spansk pres, stemte et stort flertal af Gibraltars borgere for at forblive under den engelske krone. I 1967 stemte 12.138 (99,6 %) for fortsat tilknytning til Storbritannien. Kun 44 stemte imod. I 2002 var det 99 %, idet 187 borgere stemte for og 17.900 stemte imod at dele suveræniteten over Gibraltar med Spanien.

## Geografi
Gibraltar ligger ved Gibraltarstrædet, som forbinder Atlanterhavet og Middelhavet. De geografiske koordinater er 36,8 grader nord og 5,2 grader vest.
Arealet er 6,5 km², og området grænser op til Spanien på en 1,2 kilometer lang strækning. Kystlinjen er 12 kilometer lang. Højeste punkt er Gibraltarklippen på 426 meter.

## Befolkning
I 2014 har Gibraltar cirka 29.000 indbyggere. Befolkningen er sammensat af flere etniske grupper, især spaniere, italienere, briter, maltesere og portugisere. Flertallet af befolkningen tilhører den romerskkatolske kirke. Det officielle sprog er engelsk.

## Styre
Den britiske krone repræsenteres i Gibraltar af en guvernør udpeget af monarken. Siden 2009 har viceadmiral Sir Adrian Johns været guvernør.
Den praktiske lovgivning fastlægges af et parlament på 17 folkevalgte medlemmer.

## Attraktioner
En af de største attraktioner på halvøen er de vildtlevende berberaber. Aberne holder til på Gibraltarklippen. Turen op til klippen kan gøres med minibus, eller man kan tage svævebanen Cable Car Gibraltar, der går fra Den Botaniske Have.
Der er der store chancer for at se delfiner tæt på fra flere både, der sejler tæt på Marokko.